# Polícia Civil do Estado do Acre
A Polícia Civil do Estado do Acre, é uma das polícias do Acre, Brasil, órgão do sistema de segurança pública ao qual compete, nos termos do artigo 144, § 4º, da Constituição Federal e ressalvada competência específica da União, as funções de polícia judiciária e de apuração das infrações penais, exceto as de natureza militar.

## Princípios institucionais
- unidade,
- indivisibilidade,
- unidade de doutrina
- unidade de procedimento,
- hierarquia,
- disciplina.

## Cargos policiais
- Delegado de Polícia Civil
- Perito Criminal
- Perito Médico-legista
- Agente de Polícia Civil
- Escrivão de Polícia Civil
- Agente Penitenciário (lei complementar nº 129/2004) - Não faz parte da carreira policial civil.
- Perito Papiloscopista
- Agente de Telecomunicações Policial Civil
- Auxiliar de Perito Criminal
- Motorista Oficial
- Auxiliar de Necropsia

## Organização policial

### Estrutura básica
- Órgãos Superiores:

Direção Geral da Polícia Civil - DGPC
Conselho Superior da Polícia Civil (órgão colegiado)
Corregedoria Geral da Polícia Civil (disciplina e fiscalização)
Departamento Técnico Policial - DTP
- Órgãos de Execução:

Departamento de Polícia da Capital e do Interior - DPCI
- Coordenação de Operações;
- Coordenação de logística;
- Coordenação de Armas;
- Grupo de Treinamento Policial;

Departamento de Inteligência da Polícia Civil - DIPC
Departamento de Polícia Técnica e Científica (perícias)
Instituto de Criminalística
Instituto de Identificação Civil e Criminal
Instituto Médico Legal
- Unidades Policiais

Delegacias Policiais (quando chefiadas por delegados)
Postos Policiais (quando chefiados por agentes)
- Unidades Especiais (especialização da investigação)

### Delegacia de polícia
A Polícia Civil do Estado do Acre, dirigida pelo Delegado-Geral de Polícia Civil, desenvolve os serviços públicos da sua competência, basicamente, através das delegacias policiais. As delegacias distribuídas pelo território estadual, são, nas suas circunscrições, o centro das investigações e dos demais atos de polícia judiciária e pontos de atendimento e proteção à população:
- Delegacias Regionais[4]

Delegacia da 1ª Regional - Cadeia Velha
Delegacia da 2ª Regional - Seis de Agosto
Delegacia da 3ª Regional - Aeroporto Velho
Delegacia da 4ª Regional - Distrito Industrial/Conjunto Tucumã
Delegacia da 5ª Regional - Adalberto Sena
- Delegacias Gerais

Regional do Alto Acre
Delegacia Geral de Assis Brasil
Delegacia Geral de Brasiléia
Delegacia Geral de Epitaciolândia
Delegacia Geral de Xapuri
Regional do Baixo Acre
Delegacia Geral de Acrelândia
Delegacia Geral de Capixaba
Delegacia Geral de Senador Guiomard
Delegacia Geral de Plácido de Castro
Regional do Envira
Delegacia Geral de Feijó
Delegacia Geral de Tarauacá
Regional do Juruá
Delegacia Geral de Cruzeiro do Sul
Delegacia Especializada de Atendimento à Mulher - DEAM (Cruzeiro do Sul)
Delegacia Geral de Mâncio Lima
Delegacia Geral de Rodrigues Alves
Regional do Purus
Delegacia Geral de Manuel Urbano (com atribuições para Santa Rosa do Purus)
Delegacia Geral de Sena Madureira

### Investigação especializada
Em apoio as delegacias distritais, surgiram as delegacias especializadas decorrentes do desenvolvimento da atividade criminosa que também se especializou, organizou-se em quadrilhas e estendeu as suas ações por largas faixas territoriais. As principais delegacias especializadas reprimem o tráfico de entorpecentes, o roubo e furtos, inclusive de automóveis, as fraudes ou defraudações, sendo certa a inclusão das delegacias de homicídios dentre essas unidades pela importância do bem jurídico protegido que é a vida humana. Na estrutura da Polícia do Acre estão as seguintes unidades especializadas:
Delegacia Especializada de Atendimento à Mulher - DEAM
Delegacia Especializada de Proteção à Criança e ao Adolescente - DEPCA
Delegacia de Combate a Roubo e Extorsão - DCORE
Delegacia de Homicídios e Proteção a Pessoa - DHPP
Polícia Interestadual - POLINTER
Grupo Especial de Capturas da Polícia Civil - GECAPC
Divisão de Repressão à Entorpecentes - DRE
Delegacia de Combate ao Crime Organizado - DEECO
Núcleo de Proteção ao Menor - NUCRIA

### Constatação científica
As perícias criminalística e médico-legal integram as atividades da polícia judiciária por força do perfeito entrosamento que deve haver entre o investigador policial e o perito para a elucidação dos crimes. No Estado do Acre o segmento técnico-científico é representado pelo Departamento da Polícia Técnico-científica, que coordena quatro institutos: Instituto de Criminalística, Instituto Médico-Legal, Instituto de Análises Forenses e Instituto de Identificação Civil e Criminal.

## Outras instituições
- Polícia Federal
- Polícia Rodoviária Federal
- Polícia Militar do Estado do Acre
- Guarda Municipal